# حبوة قاقنجية
الحَبْوَة الكاكنجية أو كَرَزُ القُدْسِ أو القَقَنْج أو الكَاكَنْجُ أو الكَكَنْجُ أو اللَّهْوُ أو العُبَبُ أو جَوْزُ المَرْجِ أو شاش القاضي أو  أو غالِبة أو كَخمَن أو الكالكنج (الاسم العلمي Physalis alkekengi) هو نبات عشبي بري من الفصيلة الباذنجانية، يبلغ ارتفاعه 20-60 سم ذو أوراق معنقة متعاقبة، أزهاره صغيرة الحجم أبطية الموقع ذات لون أبيض، وثماره نووية لونها
أرجواني.
ثمارها غنية بمادة التانين وحامض الليمون وحامض التفاح وفيتامين سي وهي مدرة للبول،
ومعدلة للبول الحامضي ومفتتة للحصى وأجزاء النبات الأخرى لا تستعمل لاحتوائها على مادة
سامة.